# William the Hippopotamus

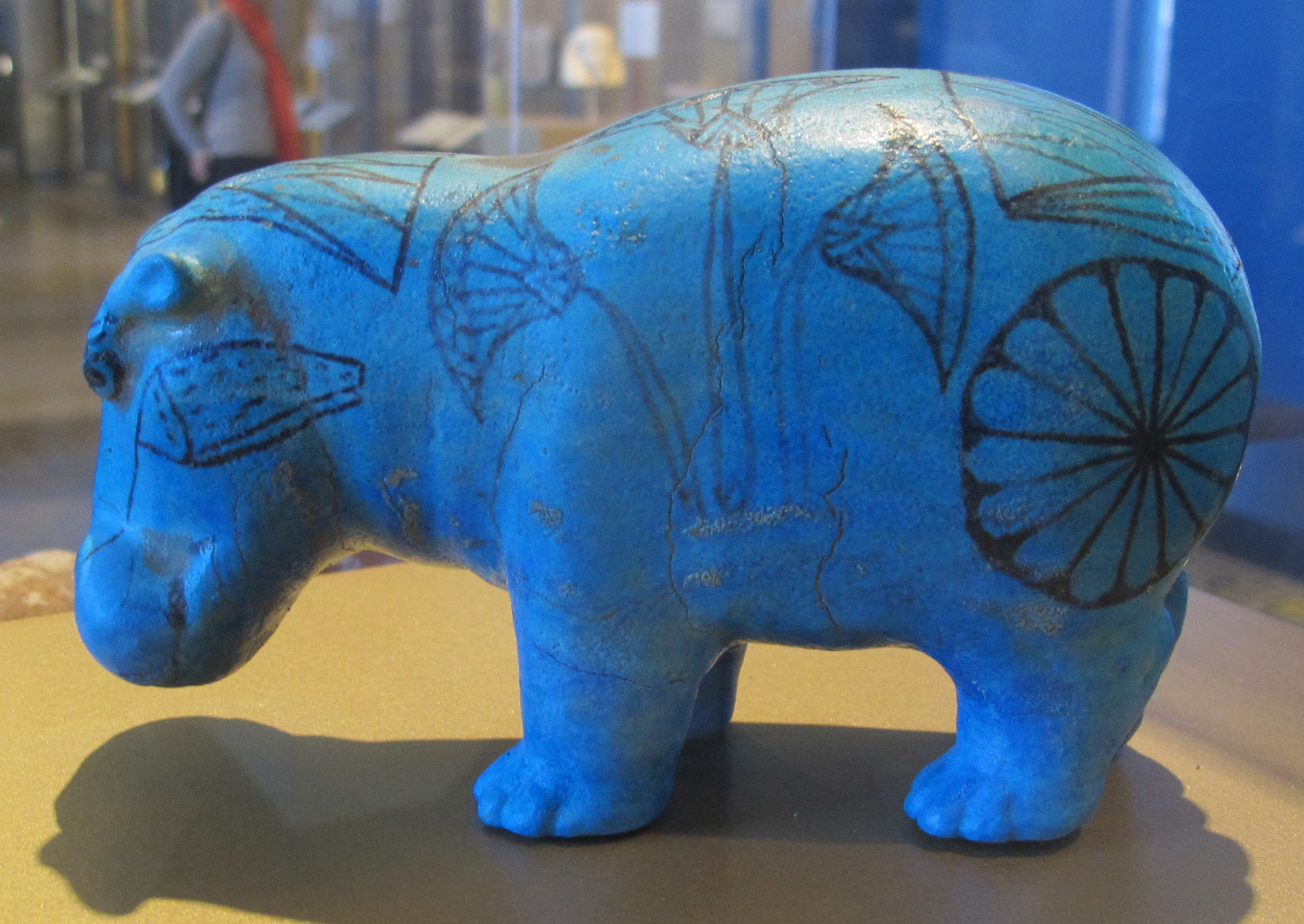
Zijaanzicht

William the Hippopotamus is de bijnaam van een beeldje van een nijlpaard in faience uit het oude Egypte en is de informele mascotte van het Metropolitan Museum of Art in New York. 

## Beschrijving
Het beeldje stelt een nijlpaard voor en is gemaakt in Egyptische faience, een keramisch materiaal  van grondkwarts, voorzien van blauwgroen glazuur, met een lengte van 20 cm, 7,5 cm hoog en 11,2 cm breed. Het lichaam is beschilderd met rivierplanten zoals de blauwe lotus die de leefomgeving van de dieren in de moerassen symboliseren.

## Herkomst
Het faience-nijlpaard werd in mei 1910 gevonden in het graf van Senbi II (Steward Senbi) in Meir in Egypte. Het oud-Egyptische graf dateerde uit de 12e dynastie van Egypte (circa 1961 – 1878 v.C.) tijdens de regeerperiode van Senoeseret I tot Senoeseret II. Het beeldje werd in 1917 aan het museum geschonken door Edward S. Harkness samen met nog enkele andere beeldjes uit hetzelfde graf.
Dit kleine beeldje in Egyptisch faience is populair, niet alleen vanwege zijn uiterlijk, maar ook omdat zijn karakteristieke kenmerken veel van de meest belangrijke facetten van ambachtelijke productie in het oude Egypte uit die tijd illustreren.

## Naamsverklaring
In het begin van de 20e eeuw bezat kapitein H.M. Raleigh en zijn familie een foto van het nijlpaard en begon te verwijzen naar hem als William. Raleigh publiceerde een artikel over het nijlpaard in het tijdschrift Punch op 18 maart 1931, waarin hij schreef: "He is described on the back of the frame as "Hippopotamus with Lotus Flowers, Buds and Leaves, XII Dynasty (about 1950 B.C.), Series VII, Number i, Egyptian Faience;" but to us he is simply William." Het artikel werd in juni 1931 in het Metropolitan Museum of Art Bulletin gepubliceerd en de naam bleef voortbestaan.  In 1936 publiceerde the Met een boek getiteld William and his Friends: A Group of Notable Creatures in the Metropolitan Museum of Art. Sindsdien bleef William verschijnen in sommige museumlogo's en  -artikelen voor zowel kinderen als volwassenen. The Met begon voor het eerst met de verkoop van reproducties van William in de jaren 1950 die tegenwoordig door M. Hart Pottery worden vervaardigd.